# Der Schatzgräber
Le Chercheur de trésors
Le Chercheur de trésors (Der Schatzgräber en allemand) est un opéra allemand de Franz Schreker, sur un livret écrit par lui-même, créé le 21 janvier 1920 à l’Opéra de Francfort.

## Historique
Schreker a écrit le livret de son opéra durant l'été 1915. Il a ensuite été pris par les révisions de son opéra Das Spielwerk und die Prinzessin et la composition de sa Chamber Symphonie, avant de revenir à Der Schatzgräber durant l'été 1917. Le manuscrit de la partition est daté du 12 novembre 1918. La partition est publiée par la maison d'édition viennoise Universal Edition.

### Création
L'opéra a été créé le 21 janvier 1920 par l'Opéra de Francfort, sous la direction de Ludwig Rottenberg. C'est l'opéra de Franz Schreker qui a connu le plus grand (mais aussi le dernier) succès. Il a été représenté 354 fois dans plus de cinquante villes entre 1920 et 1925, mais après le changement du climat culturel et politique en Allemagne, seules 31 représentations supplémentaires ont eu lieu jusqu'en 1932. La dernière production du vivant du compositeur a eu lieu à Oldenbourg en octobre 1931, après quoi, sous le régime nazi, la musique de Schreker a été interdite en raison de son ascendance juive et l'opéra n'est plus joué jusqu'à la fin du XXe siècle.

### Postérité
La première berlinoise a eu lieu le 3 avril 1922 à l'Opéra d'État de Berlin, sous la direction de Leo Blech, avec Vera Schwarz, Robert Hutt et Waldemar Henke dans les rôles principaux. La première viennoise a eu lieu à l'Opéra d'État de Vienne le 18 octobre 1922, sous la direction de Franz Schalk, avec une distribution comprenant Nikolaus Zek, Fritz Krenn, Karl Norbert, Richard Schubert, Richard Tauber et Gertrud Kappel. En 1922, Schreker a préparé un Interlude symphonique pour une exécution au concert, principalement tiré de l'interlude orchestral de l'Acte III. Il est créé par l'Orchestre du Concertgebouw sous la direction de Willem Mengelberg en octobre 1923.
L'opéra a été repris en concert sous la direction de Robert Heger en 1968, suivi d'une autre représentation en concert à Vienne sous la direction de Lothar Zagrosek en 1985. Des productions complètes ont suivi au Théâtre Saint-Gallen en 1988 et à l'Opéra d'État de Hambourg en 1989.
L'Opéra national des Pays-Bas, à Amsterdam, a monté une nouvelle production de Pierre Audi, dirigée par Marc Albrecht et mise en scène par Ivo van Hove, en septembre 2012. En mai 2022, le Deutsche Oper Berlin a monté une nouvelle production dirigée par Marc Albrecht et mise en scène par Christof Loy et des décors de Johannes Leiacker et costumes de Barbara Drosihn, avec Elisabet Strid et Daniel Johansson dans les rôles principaux. Cette production a également été montée en première française à l'Opéra national du Rhin à Strasbourg en octobre 2022 sous la direction de Marko Letonja avec l’Orchestre philharmonique de Strasbourg,.

## Rôles
| Role                   | Voix                         | Première du 21 January 1920 Direction : Ludwig Rottenberg |
| ---------------------- | ---------------------------- | --------------------------------------------------------- |
| Le Roi                 | basse                        | Hans Erl                                                  |
| La Reine               | rôle muet                    | Marta Uersfeld                                            |
| Le Chancelier          | ténor                        | Hermann Schramm                                           |
| Le Comte               | baryton                      | Rudolf Brinkmann                                          |
| Le Maître d'école      | basse                        |                                                           |
| Le Fou                 | ténor                        | Erik Wirl                                                 |
| L'Huissier             | baryton                      | Robert vom Scheidt                                        |
| Le Nobliau             | baryton                      |                                                           |
| Elis, un ménestrel     | ténor                        | John Gläser                                               |
| Le Maire               | basse                        | Carl Bauermann                                            |
| Le Scribe              | ténor                        | Otto Weindel                                              |
| L'Aubergiste           | basse                        | Josef Gareis                                              |
| Els                    | soprano                      | Emma Hol                                                  |
| Albi                   | ténor lyrique                | Franz Wartenberg                                          |
| Un Soldat              | basse                        | Arthur Simon                                              |
| Premier citoyen        | ténor                        | Hermann Schramm                                           |
| Deuxième citoyen       | baryton                      | Robert vom Scheidt                                        |
| Troisième citoyen      | basse                        | Arthur Simon                                              |
| Première vieille femme | mezzo-soprano                |                                                           |
| Seconde vieille femme  | mezzo-soprano (ou contralto) |                                                           |
| Une Femme              | contralto (or mezzo-soprano) |                                                           |

## Résumé
L'opéra prend place dans des temps médiévaux légendaires.

### Prologue
La Reine a perdu ses bijoux, et avec eux sa beauté. Le roi demande conseil à son fou qui connaît l'existence d'Elis, un ménestrel errant dont le luth magique a la capacité de traquer les trésors cachés. Le roi promet au fou qu'il pourra avoir la femme de son choix en récompense, s'il parvient à retrouver les bijoux.

### Acte 1
Els, la fille de l'aubergiste, doit épouser un jeune noble brutal mais riche qu'elle méprise. Elle l'envoie donc chercher les bijoux de la reine et le fait assassiner par Albi, son serviteur, qui est amoureux d'elle. Entre-temps, le ménestrel Elis a trouvé le chemin de l'auberge et offre à Els un ornement qu'il a trouvé dans les bois. Els tombe amoureuse du jeune ménestrel, mais le corps du noble mort est retrouvé dans les bois ; le bailli, qui veut Els pour lui-même, arrête Elis en le soupçonnant de meurtre.

### Acte 2
Elis doit être pendu pour son crime. Els demande l'aide du fou, qui lui assure que tout se passera bien. Le messager du roi arrête l'exécution au dernier moment, afin qu'Elis puisse partir à la recherche des bijoux. Pour éviter d'être démasquée comme la voleuse, Els ordonne à Albi de voler le luth magique du ménestrel.

### Acte 3
Lors d'une nuit d'amour, Els se présente à Elis dans toute la beauté des bijoux volés. Elle lui remet les bijoux, à condition qu'il ne lui demande jamais leur provenance, et qu'il lui fasse toujours confiance.

### Acte 4
Elis a rendu les bijoux à la reine. Lors d'une fête, le bailli intervient et annonce qu'Albi a avoué le meurtre. Els est dénoncée comme l'instigatrice du meurtre, et le bailli exige son exécution immédiate. Mais le fou, rappelant au roi sa promesse, choisit Els comme épouse et lui évite ainsi d'être exécutée. Ils partent ensemble.

### Épilogue
Un an plus tard, Els est mourante. Seul le fou est resté auprès d'elle. Il va chercher Elis, qui chante pour Els sa plus belle ballade sur un palais de conte de fées où ils seront accueillis comme prince et princesse. Consolée, elle meurt dans les bras du ménestrel. Le fou pleure sa mort.

## Analyse
La musique de Ludwig Schreker pour cet opéra se rapproche du leitmotiv wagnérien mais déploie aussi un timbre impressionniste.